# Dysmachus americanus
Dysmachus americanus là một loài ruồi trong họ Asilidae. Dysmachus americanus được Macquart miêu tả năm 1846. Loài này phân bố ở vùng Tân nhiệt đới.